# De Zaar
De Zaar is een buurtschap tussen Grubbenvorst en Blerick in de Nederlandse provincie Limburg. 
Sedert 1973 werd naast de buurtschap, die te midden van de bossen van Zaarderheiken lag, een groot verkeersknooppunt aangelegd: knooppunt Zaarderheiken. Het bosgebied ten oosten van de autoweg werd geleidelijk volgebouwd met bedrijven, en ten noordwesten van De Zaar kwam Floriade 2012, waarvan het terrein later tot Venlo Greenpark, een agro-industrieel bedrijventerrein, werd omgebouwd.
De Zaar kwam geïsoleerd te liggen en er werd een sexinrichting gevestigd.